# (20325) Julianoey
(20325) Julianoey est un astéroïde de la ceinture principale.

## Description
(20325) Julianoey est un astéroïde de la ceinture principale. Il fut découvert le 21 avril 1998 à l'Observatoire de Kitt Peak par le projet Spacewatch. Il présente une orbite caractérisée par un demi-grand axe de 2,38 UA, une excentricité de 0,08 et une inclinaison de 6,1° par rapport à l'écliptique.

## Compléments